# العلاقات الإستونية الجنوب إفريقية
العلاقات الإستونية الجنوب أفريقية هي العلاقات الثنائية التي تجمع بين إستونيا وجنوب أفريقيا.

## مقارنة بين البلدين
هذه مقارنة عامة ومرجعية للدولتين:
| وجه المقارنة                                              | إستونيا                                                                             | جنوب أفريقيا |
| --------------------------------------------------------- | ----------------------------------------------------------------------------------- | --- |
| المساحة (كم2)                                             | 45.34 ألف                                                                           | 1.22 مليون |
| عدد السكان (نسمة)                                         | 1.32 مليون                                                                          | 57.73 مليون |
| الكثافة السكانية (ن./كم²)                                 | 29.11                                                                               | 47.32 |
| العاصمة                                                   | تالين                                                                               | بريتوريا، بلومفونتين، كيب تاون |
| اللغة الرسمية                                             | اللغة الإستونية                                                                     | لغة إنجليزية، اللغة الأفريقانية، اللغة النديبلي الجنوبية، اللغة السوثو الشمالية، اللغة السوتية، لغة سوازي، اللغة التسونجا، اللغة التسوانية، اللغة الفيندية، اللغة الكوسية، اللغة الزولوية |
| العملة                                                    | يورو، كرون إستوني، كرون إستوني، المارك الإستوني                                     | راند جنوب أفريقي |
| الناتج المحلي الإجمالي (بليون دولار)                      | 25.92 مليار                                                                         | 349.42 مليار |
| الناتج المحلي الإجمالي (تعادل القوة الشرائية) بليون دولار | 38.11 مليار                                                                         | 725.91 مليار |
| الناتج المحلي الإجمالي الاسمي للفرد دولار أمريكي          | 17.79 ألف                                                                           | 5.72 ألف |
| الناتج المحلي الإجمالي للفرد دولار أمريكي                 | 28.14 ألف                                                                           | 13.05 ألف |
| مؤشر التنمية البشرية                                      | 0.871                                                                               | 0.666 |
| رمز المكالمات الدولي                                      | +372                                                                                | +27 |
| رمز الإنترنت                                              | .ee                                                                                 | .za |
| المنطقة الزمنية                                           | ت ع م+02:00، ت ع م+03:00، توقيت شرق أوروبا، أوروبا/تالين ‏، توقيت شرق أوروبا الصيفي ‏ | ت ع م+02:00، أفريقيا/جوهانسبرغ ‏ |

## منظمات دولية مشتركة
يشترك البلدان في عضوية مجموعة من المنظمات الدولية، منها:
| علم المنظمة | اسم المنظمة                        | تاريخ انضمام إستونيا | تاريخ انضمام جنوب أفريقيا |
| ----------- | ---------------------------------- | -------------------- | ------------------------- |
|             | مؤسسة التنمية الدولية              | 11 أكتوبر 2008       | 12 أكتوبر 1960            |
|             | يونسكو                             | 14 أكتوبر 1991       | 4 نوفمبر 1946             |
|             | وكالة ضمان الاستثمار متعدد الأطراف | 24 سبتمبر 1992       | 10 مارس 1994              |
|             | الأمم المتحدة                      | 17 سبتمبر 1991       | 7 نوفمبر 1945             |
|             | الفريق المعني برصد الأرض           | ?                    | ?                         |
|             | الاتحاد البريدي العالمي            | ?                    | ?                         |
|             | البنك الدولي للإنشاء والتعمير      | 23 يونيو 1992        | 27 ديسمبر 1945            |
|             | المنظمة الهيدروغرافية الدولية      | ?                    | ?                         |
|             | الاتحاد الدولي للاتصالات           | 19 مايو 1922         | 1910                      |
|             | منظمة حظر الأسلحة الكيميائية       | ?                    | ?                         |
|             | مؤسسة التمويل الدولية              | 9 أغسطس 1993         | 3 أبريل 1957              |
|             | منظمة التجارة العالمية             | ?                    | 1995                      |
|             | مجموعة الموردين النوويين           | ?                    | ?                         |
|             | منظمة الشرطة الجنائية الدولية      | ?                    | ?                         |

## وصلات خارجية
- موقع وزارة الخارجية الإستونية
- موقع وزارة الخارجية الجنوب أفريقية